# Floppy-Disk-Controller

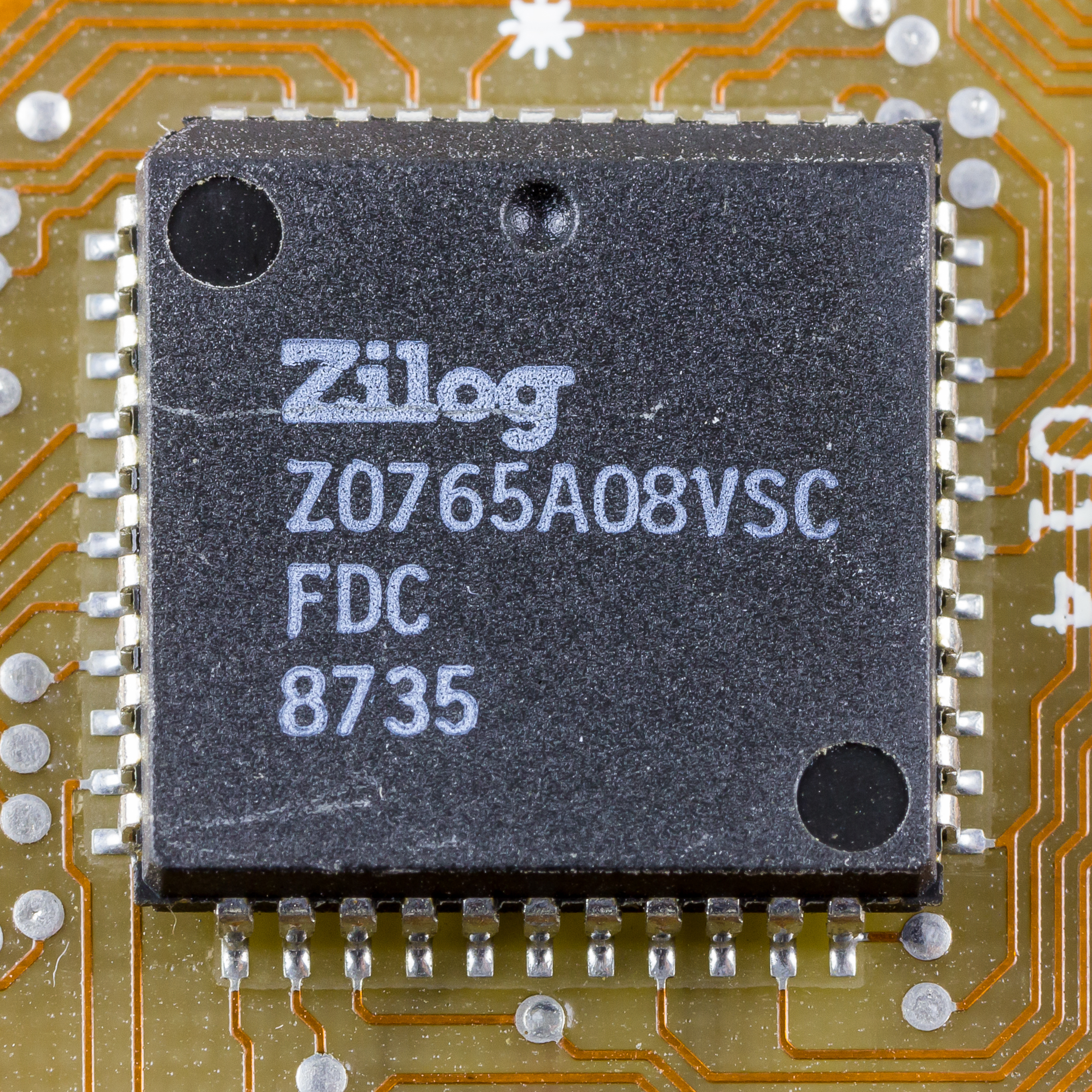
Floppy-Disk-Controller Zilog Z765A

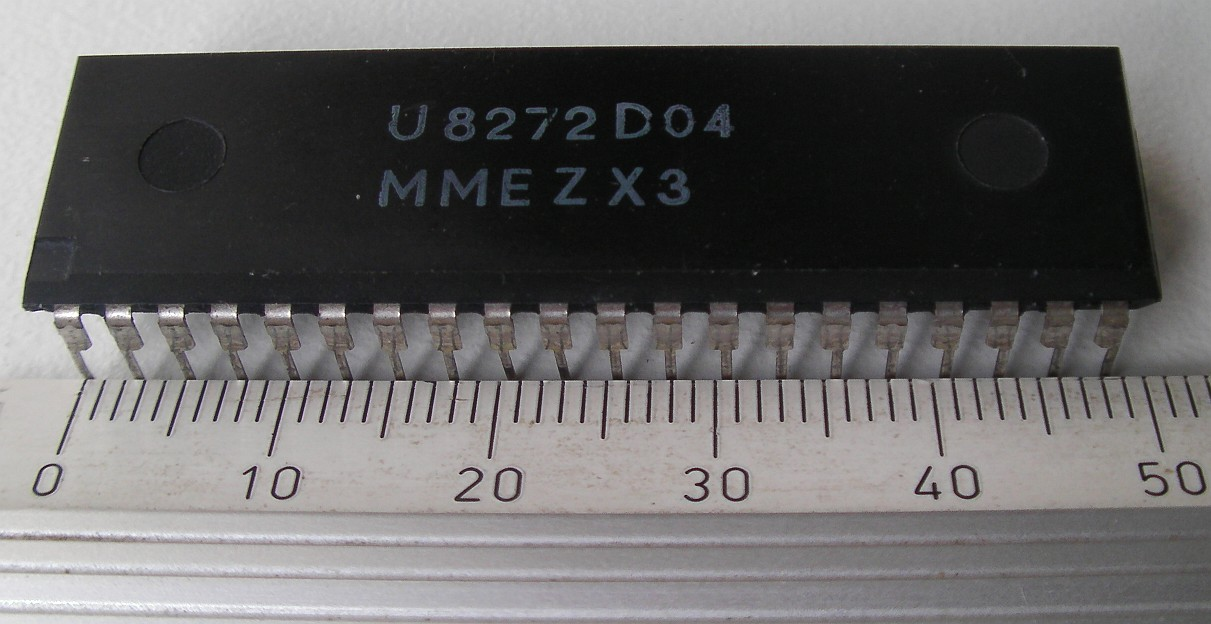
Floppy-Disk-Controller U8272 (VEB Mikroelektronik „Karl Marx“ Erfurt)

Ein Floppy-Disk-Controller (abgekürzt FDC) ist ein spezieller integrierter Schaltkreis (IC), welcher zur Ansteuerung von Diskettenlaufwerken (FDD) und zum Lesen und Schreiben von Daten auf Disketten dient. Durch die zunehmende Verbreitung der Personal Computer in den 1980er und 1990er Jahren, und die damals zum Datenaustausch üblichen Diskettenlaufwerke, fanden Floppy-Disk-Controller zunächst auf eigenen Steckkarten und später direkt auf der Hauptplatine untergebracht, weite Verbreitung.
Die primär im PC-Bereich eingesetzten Floppy-Disk-Controller entsprachen dem von Western Digital hergestellten integrierten Schaltkreis FD1771 (WD1771) in einem 40-poligen Dual-In-Line Chipgehäuse, welcher 1976 vorgestellt wurde und in den Folgejahren von verschiedenen Herstellern und in mehreren Varianten hergestellt wurde. Der FD1771 wurde am 19. Juli 1976 zu einem Einzelstückpreis von 60 US-$ bei Abnahme von 100 Stück verkauft. Kompatible und im Funktionsumfang erweiterte Controller erschienen in den Folgejahren, unter anderem der µPD765 von der NEC Corporation und die Derivate i8072A und i8272A von Intel. Zur Zeit des Kalten Krieges existierten auch sowjetische Nachbauten unter der Bezeichnung КР1818ВГ93.

## Funktionen

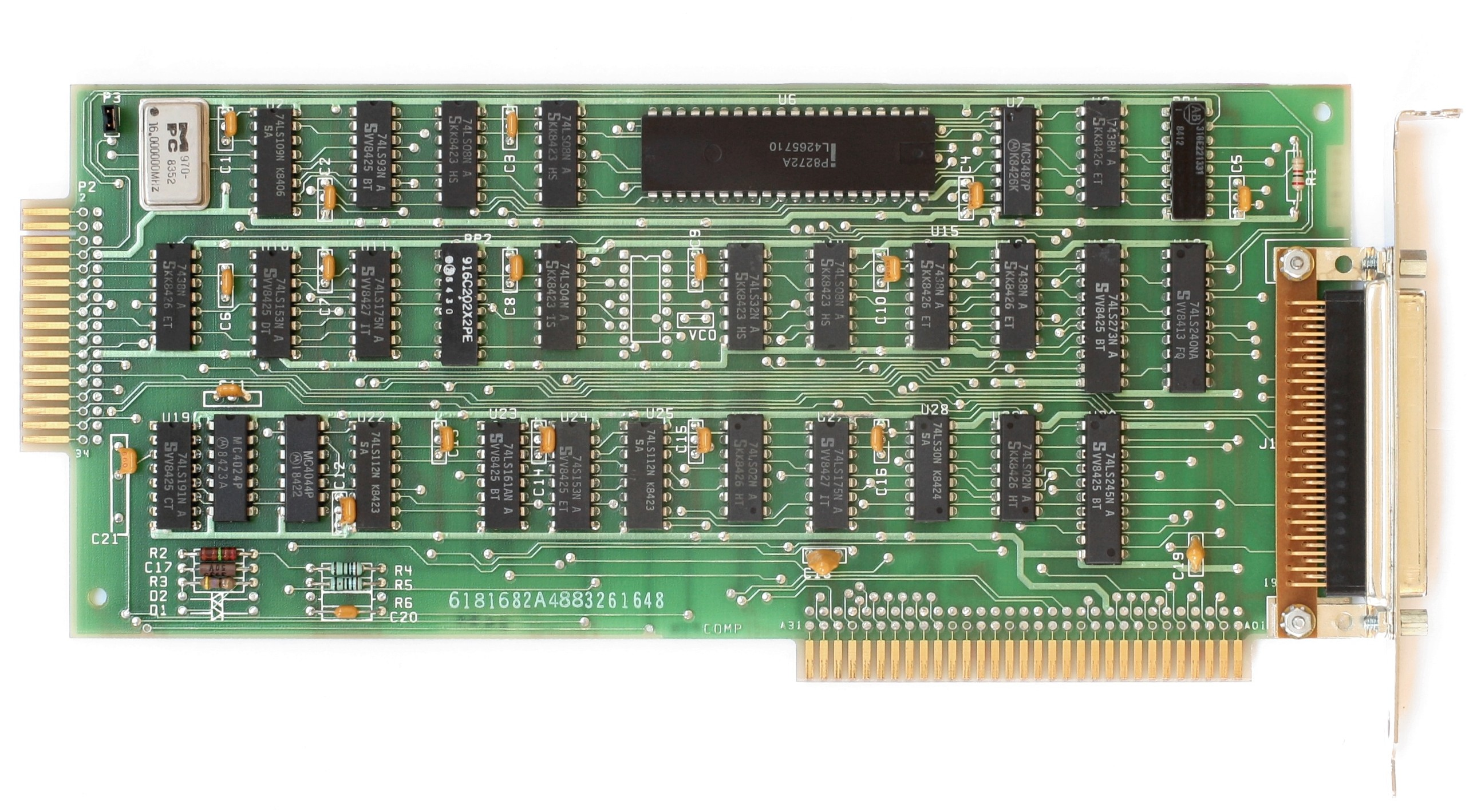
Floppy-Disk-Controller-Karte aus früheren IBM-PC, realisiert mit FDC 8272A von Intel.

Floppy-Disk-Controller vom Typ WD1771 und deren Nachbauten können bis zu vier Diskettenlaufwerke ansteuern. Zur Verbindung mit dem Hauptprozessor besitzt er einen Systembus, welcher bei PC-Systemen direkt mit dem damals üblichen ISA-Bus verbunden werden kann. Der eigentliche Datentransfer erfolgt über einen DMA-Kanal in Kombination mit einem Interrupt, wobei je nach Diskettenformat und Schreibdichte unterschiedliche Bitraten bis 500 kBit/s möglich sind. Zusätzlich zu den Floppy-Disk-Controllern befanden sich auf den ersten ISA-Steckkarten noch zusätzliche Steuerlogiken und Leitungstreiber, welche in den späteren Nachbauten teilweise in den FDC, und in Folge in den Chipsatz der Hauptplatine integriert wurden.
Die Aufgaben des FDC sind unter anderem:
- Umsetzung der zu schreibenden Daten für die magnetische Aufzeichnung. Dabei werden Codierungsverfahren wie Digitale Frequenzmodulation (FM), Modified Frequency Modulation (MFM) oder Group Coded Recording (GCR) angewandt.
- Die Low-Level-Formatierung neuer Disketten. Dabei werden auf den magnetischen Speicher Synchronisationsdaten für das spätere Lesen geschrieben.
- Beim Lesen von Daten erfolgt neben der Decodierung eine Synchronisation der einzelnen Sektoren im FDC mittels Phasenregelschleifen (PLL).
- Fehlerkorrekturverfahren und Fehlererkennungsverfahren mittels zyklischer Redundanzprüfung (CRC).
- Steuerung der Laufwerksmechanik wie dem Bewegen des Schreib- und Lesekopfes über einen Schrittmotor im Laufwerk, um so eine bestimmte Spur anzufahren. Weiters das Ein- und Ausschalten des Antriebsmotors.

Erweiterte Funktionen, welche in manchen Floppy-Disk-Controllern vorhanden sind, sind unter anderem die Write precompensation um die innen gelegenen Spuren mit geringerem Umfang mit einer höheren magnetischen Flussdichte zu beschreiben.